# جون ماسون كلارك
جون ماسون كلارك (بالإنجليزية: John Mason Clarke)‏ هو عالم نبات وجيولوجي أمريكي، ولد في 15 أبريل 1857 في كاناندياجو في الولايات المتحدة، وتوفي في 29 مايو 1925 في ألباني في الولايات المتحدة.